# Безменов, Николай Григорьевич
Николай Григорьевич Безменов (7 декабря 1926 — 2 мая 2007) — советский работник сельского хозяйства, Герой Социалистического Труда.

## Биография
Родился в селе Репное (ныне Шебекинский район Белгородской области). Окончил школу в селе Купино. В 1944—1949 служил в армии. После демобилизации работал в родном селе шофёром, рабочим кирпичного завода, в колхозе. С 1966 года свинарь-механизатор, затем оператор комплекса по производству свинины колхоза «Россия» Шебекинского района. 21 декабря 1983 года Указом Президиума Верховного Совета СССР за достижение высоких показателей по производству продуктов животноводства присвоено звание Героя Социалистического Труда.
С 1986 года на пенсии. Умер 2 мая 2007 года.

## Награды
Награждён орденами Ленина (21.12.1983), Октябрьской Революции (23.12.1976), Трудового Красного Знамени (06.09.1973), медалями, в том числе «За трудовую доблесть» (08.04.1971).